# 올드 도미니언 유니버시티 필드 하우스
올드 도미니언 유니버시티 필드 하우스(영어: Old Dominion University Fieldhouse)는 미국 버지니아주 노퍽에 위치한 실내 경기장이다. 과거 ABA 버지니아 스콰이어스의 홈경기장으로 사용했다.